# Pères apostoliques

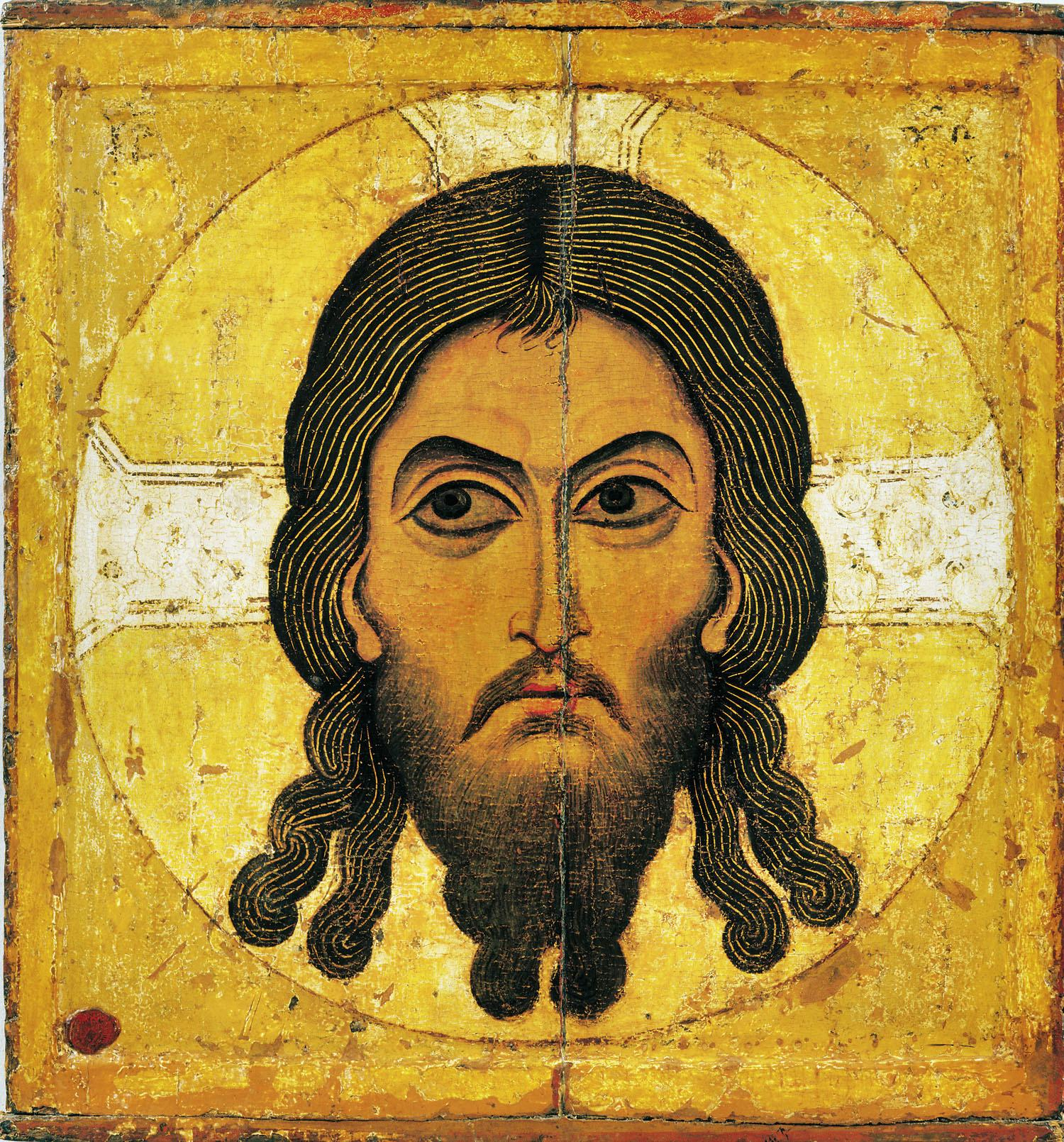
Sainte Face de Jésus, icône de Mandylion (XIIe siècle, galerie Tretiakov)

On désigne sous l'expression de Pères apostoliques, des hommes ou des écrits anonymes de la période qui a suivi immédiatement celle des apôtres. Leurs écrits « constituent le troisième ensemble de textes fondateurs du christianisme après l'Ancien Testament et le Nouveau Testament ».
Ils ont été reconnus comme orthodoxes par opposition aux textes apocryphes.

## Présentation
Les premiers Pères de l'Église — après les apôtres — sont dits « apostoliques » en raison de leur proximité avec la tradition apostolique qu'ils reçurent directement des apôtres et dont ils se réclamèrent. Disciples ou auteurs proches des apôtres, leurs œuvres s'étendent de 90 à 160 ap. J.-C. et constituent les tout premiers témoignages des communautés chrétiennes après les écrits néotestamentaires.
Sept — parfois huit ou neuf — auteurs ou écrits sont traditionnellement rangés parmi les Pères apostoliques. En plus du Pasteur d'Hermas et des lettres de Clément de Rome, d'Ignace d'Antioche, de Polycarpe de Smyrne et de Barnabé, furent ajoutés tardivement les fragments de Papias d'Hiérapolis, la lettre à Diognète, et parfois la Didachè et le fragment de Quadratus.
Ces écrits ont une place particulière dans la littérature chrétienne primitive des deux premiers siècles :
- ils se distinguent des livres du Nouveau Testament par leur caractère non canonique, même s'ils étaient parfois considérés comme canoniques durant l'Antiquité chrétienne ;
- mais contrairement aux autres écrits non canoniques des deux premiers siècles, ils restent très proches des livres néotestamentaires dont ils partagent la théologie, la langue et les origines communautaires.

## Postérité
Alors que les écrits des Pères apostoliques ont plus pour objet l'enseignement dans l'Église, et la lutte contre les hérésies, la période suivante voit en outre se développer une nouvelle forme de littérature : celle des apologistes qui adressent leurs œuvres à des gens extérieurs à la communauté chrétienne et défendaient la religion chrétienne contre le paganisme. C'est, entre autres, l'œuvre de Justin Martyr, et Tertullien. Cependant, les thèmes des Pères apostoliques continuent avec ces auteurs, ou encore avec Irénée de Lyon.
Bien que l'on ne considère plus certaines opinions mineures exposées par les Pères apostoliques comme entièrement orthodoxes, leurs écrits fournissent un témoignage important des efforts du christianisme primitif, de la Tradition, ainsi que de leur histoire intellectuelle.

## Les écrits des Pères apostoliques
- Saint Clément de Rome :
  - Épître de Clément aux Corinthiens ;
  - une Deuxième épître de Clément lui a aussi été attribuée, mais elle est maintenant répertoriée parmi les anonymes.
- Saint Ignace d'Antioche : on lui connait sept lettres authentiques :
  - Lettre aux Éphésiens ;
  - Lettre aux Magnésiens ;
  - Lettre aux Tralliens ;
  - Lettre aux Romains ;
  - Lettre aux Philadelphiens ;
  - Lettre aux Smyrniotes ;
  - Lettre à Polycarpe.
- Saint Polycarpe de Smyrne :
  - Lettre aux Philippiens ;
  - On ajoute à cette lettre la lettre relatant le martyre de l'évêque Polycarpe.

- Saint Papias d'Hiérapolis :
  - Fragments de ses œuvres transmis par Eusèbe de Césarée.
- Auteurs anonymes :
  - Didachè ;
  - Homélie du IIe siècle (la « Deuxième épître de Clément ») ;
  - Épître de Barnabé (lettre anonyme attribuée à Barnabé par Clément d'Alexandrie) ;
  - Pasteur d'Hermas ;
  - Épître à Diognète.